# Чемпионат Европы по баскетболу 2007. Группа F
В этой статье представлено положение команд и результаты матчей в группе F квалификационного раунда чемпионата Европы по баскетболу 2007. Состав группы был определён по результатам первого раунда. В группе участвовали три лучшие команды групп C (сборные Германии, Литвы и Турции) и D (сборные Испании, Португалии и Хорватии). Команды «сохранили» результаты матчей с командами из своих групп и провели три матча с командами из другой группы. Матчи прошли с 8 по 12 сентября 2007 года на «Мадрид Арене» в Мадриде (Испания).
Четыре лучшие команды вышли в четвертьфинал.

## Положение команд
|  | Команда вышла в плей-офф |

| Команда  | Игр | В | П | МЗ  | МП  | МР  | Очки |
| -------- | --- | - | - | --- | --- | --- | ---- |
| Литва    | 5   | 5 | 0 | 417 | 357 | +60 | 10   |
| Словения | 5   | 4 | 1 | 340 | 312 | +28 | 9    |
| Франция  | 5   | 3 | 2 | 371 | 347 | +24 | 8    |
| Германия | 5   | 2 | 3 | 339 | 346 | −7  | 7    |
| Италия   | 5   | 1 | 4 | 346 | 359 | −13 | 6    |
| Турция   | 5   | 0 | 5 | 308 | 400 | −92 | 5    |

Время начала матчей дано по местному времени (UTC+2).

## Результаты матчей

### 1-й тур

#### Франция — Германия
| 8 сентября 2007 16:30 | Отчёт | Франция                    | 78–66    | Германия   | «Мадрид Арена», Мадрид Судьи: Дубравко Мухвич Висенте Бульто Антониу Коэлью |
| 8 сентября 2007 16:30 | Отчёт | 26–20, 21–19, 15–10, 16–17 |          |            | «Мадрид Арена», Мадрид Судьи: Дубравко Мухвич Висенте Бульто Антониу Коэлью |
| 8 сентября 2007 16:30 | Отчёт | Паркер 23                  | Очки     | Новицки 28 | «Мадрид Арена», Мадрид Судьи: Дубравко Мухвич Висенте Бульто Антониу Коэлью |
| 8 сентября 2007 16:30 | Отчёт | Дьяо 10                    | Подборы  | Окуладжа 9 | «Мадрид Арена», Мадрид Судьи: Дубравко Мухвич Висенте Бульто Антониу Коэлью |
| 8 сентября 2007 16:30 | Отчёт | Паркер, Диавара по 3       | Передачи | Роллер 2   | «Мадрид Арена», Мадрид Судьи: Дубравко Мухвич Висенте Бульто Антониу Коэлью |

#### Италия — Литва
| 8 сентября 2007 19:00 | Отчёт | Италия                     | 74–79    | Литва        | «Мадрид Арена», Мадрид Зрителей: 5 500 Судьи: Николас Завланос Владимир Драбиковский Миливое Йовчич |
| 8 сентября 2007 19:00 | Отчёт | 13–21, 26–19, 22–22, 13–17 |          |              | «Мадрид Арена», Мадрид Зрителей: 5 500 Судьи: Николас Завланос Владимир Драбиковский Миливое Йовчич |
| 8 сентября 2007 19:00 | Отчёт | Барньяни 15                | Очки     | Каукенас 22  | «Мадрид Арена», Мадрид Зрителей: 5 500 Судьи: Николас Завланос Владимир Драбиковский Миливое Йовчич |
| 8 сентября 2007 19:00 | Отчёт | Барньяни 7                 | Подборы  | Клейза 9     | «Мадрид Арена», Мадрид Зрителей: 5 500 Судьи: Николас Завланос Владимир Драбиковский Миливое Йовчич |
| 8 сентября 2007 19:00 | Отчёт | Марконато 2                | Передачи | Ясикявичюс 4 | «Мадрид Арена», Мадрид Зрителей: 5 500 Судьи: Николас Завланос Владимир Драбиковский Миливое Йовчич |

#### Турция — Словения
| 8 сентября 2007 21:30 | Отчёт | Турция                     | 51–66    | Словения      | «Мадрид Арена», Мадрид Зрителей: 7 000 Судьи: Хуан Артеага Иво Долинек Сретен Радович |
| 8 сентября 2007 21:30 | Отчёт | 15–20, 14–11, 11–15, 11–20 |          |               | «Мадрид Арена», Мадрид Зрителей: 7 000 Судьи: Хуан Артеага Иво Долинек Сретен Радович |
| 8 сентября 2007 21:30 | Отчёт | Туркоглу 17                | Очки     | Нестерович 13 | «Мадрид Арена», Мадрид Зрителей: 7 000 Судьи: Хуан Артеага Иво Долинек Сретен Радович |
| 8 сентября 2007 21:30 | Отчёт | Гёнлум 9                   | Подборы  | Ягодник 8     | «Мадрид Арена», Мадрид Зрителей: 7 000 Судьи: Хуан Артеага Иво Долинек Сретен Радович |
| 8 сентября 2007 21:30 | Отчёт | Атсур 2                    | Передачи | 3 игрока по 3 | «Мадрид Арена», Мадрид Зрителей: 7 000 Судьи: Хуан Артеага Иво Долинек Сретен Радович |

### 2-й тур

#### Италия — Турция
| 10 сентября 2007 16:30 | Отчёт | Италия                           | 84–75 (OT) ОТ | Турция      | «Мадрид Арена», Мадрид Судьи: Дубравко Мухвич Лазарос Вореадис Сергей Буланов |
| 10 сентября 2007 16:30 | Отчёт | 15–29, 19–14, 24–11, 12–16, 14–5 |               |             | «Мадрид Арена», Мадрид Судьи: Дубравко Мухвич Лазарос Вореадис Сергей Буланов |
| 10 сентября 2007 16:30 | Отчёт | Джильи, Белинелли по 17          | Очки          | Туркоглу 34 | «Мадрид Арена», Мадрид Судьи: Дубравко Мухвич Лазарос Вореадис Сергей Буланов |
| 10 сентября 2007 16:30 | Отчёт | Джильи 10                        | Подборы       | Окур 9      | «Мадрид Арена», Мадрид Судьи: Дубравко Мухвич Лазарос Вореадис Сергей Буланов |
| 10 сентября 2007 16:30 | Отчёт | Буллери, Белинелли по 4          | Передачи      | Туркоглу 4  | «Мадрид Арена», Мадрид Судьи: Дубравко Мухвич Лазарос Вореадис Сергей Буланов |

#### Литва — Франция
| 10 сентября 2007 19:00 | Отчёт | Литва                      | 88–73    | Франция    | «Мадрид Арена», Мадрид Судьи: Николас Завланос Сретен Радович Висенте Бульто |
| 10 сентября 2007 19:00 | Отчёт | 19–18, 29–14, 20–28, 20–13 |          |            | «Мадрид Арена», Мадрид Судьи: Николас Завланос Сретен Радович Висенте Бульто |
| 10 сентября 2007 19:00 | Отчёт | Шишкаускас 19              | Очки     | Пьетрюс 13 | «Мадрид Арена», Мадрид Судьи: Николас Завланос Сретен Радович Висенте Бульто |
| 10 сентября 2007 19:00 | Отчёт | Сонгайла 7                 | Подборы  | Дьяо 7     | «Мадрид Арена», Мадрид Судьи: Николас Завланос Сретен Радович Висенте Бульто |
| 10 сентября 2007 19:00 | Отчёт | Ясикявичюс 7               | Передачи | Паркер 6   | «Мадрид Арена», Мадрид Судьи: Николас Завланос Сретен Радович Висенте Бульто |

#### Германия — Словения
| 10 сентября 2007 21:30 | Отчёт | Германия                  | 47–77    | Словения                | «Мадрид Арена», Мадрид Судьи: Хуан Артеага Миливое Йовчич Шай Штрикс |
| 10 сентября 2007 21:30 | Отчёт | 9–30, 13–15, 12–18, 13–14 |          |                         | «Мадрид Арена», Мадрид Судьи: Хуан Артеага Миливое Йовчич Шай Штрикс |
| 10 сентября 2007 21:30 | Отчёт | Новицки 16                | Очки     | Смодиш 22               | «Мадрид Арена», Мадрид Судьи: Хуан Артеага Миливое Йовчич Шай Штрикс |
| 10 сентября 2007 21:30 | Отчёт | Новицки 8                 | Подборы  | Нестерович, Драгич по 7 | «Мадрид Арена», Мадрид Судьи: Хуан Артеага Миливое Йовчич Шай Штрикс |
| 10 сентября 2007 21:30 | Отчёт | 4 игрока по 1             | Передачи | Лакович 5               | «Мадрид Арена», Мадрид Судьи: Хуан Артеага Миливое Йовчич Шай Штрикс |

### 3-й тур

#### Германия — Италия
| 12 сентября 2007 16:30 | Отчёт | Германия                  | 67–58    | Италия       | «Мадрид Арена», Мадрид Зрителей: 4 000 Судьи: Дубравко Мухвич Гжегож Земблицкий Иво Долинек |
| 12 сентября 2007 16:30 | Отчёт | 12–18, 15–9, 19–10, 21–21 |          |              | «Мадрид Арена», Мадрид Зрителей: 4 000 Судьи: Дубравко Мухвич Гжегож Земблицкий Иво Долинек |
| 12 сентября 2007 16:30 | Отчёт | Хербер, Новицки по 15     | Очки     | Белинелли 25 | «Мадрид Арена», Мадрид Зрителей: 4 000 Судьи: Дубравко Мухвич Гжегож Земблицкий Иво Долинек |
| 12 сентября 2007 16:30 | Отчёт | Новицки 10                | Подборы  | Марконато 6  | «Мадрид Арена», Мадрид Зрителей: 4 000 Судьи: Дубравко Мухвич Гжегож Земблицкий Иво Долинек |
| 12 сентября 2007 16:30 | Отчёт | Новицки 3                 | Передачи | Буллери 3    | «Мадрид Арена», Мадрид Зрителей: 4 000 Судьи: Дубравко Мухвич Гжегож Земблицкий Иво Долинек |

#### Франция — Турция
| 12 сентября 2007 19:00 | Отчёт | Франция                   | 85–64    | Турция   | «Мадрид Арена», Мадрид Зрителей: 7 500 Судьи: Хуан Артеага Оскар Лефверт Олег Латышев |
| 12 сентября 2007 19:00 | Отчёт | 20–22, 23–13, 13–8, 29–21 |          |          | «Мадрид Арена», Мадрид Зрителей: 7 500 Судьи: Хуан Артеага Оскар Лефверт Олег Латышев |
| 12 сентября 2007 19:00 | Отчёт | Дьяо 18                   | Очки     | Пекер 19 | «Мадрид Арена», Мадрид Зрителей: 7 500 Судьи: Хуан Артеага Оскар Лефверт Олег Латышев |
| 12 сентября 2007 19:00 | Отчёт | Вайс 6                    | Подборы  | Окур 6   | «Мадрид Арена», Мадрид Зрителей: 7 500 Судьи: Хуан Артеага Оскар Лефверт Олег Латышев |
| 12 сентября 2007 19:00 | Отчёт | 3 игрока по 2             | Передачи | Арслан 4 | «Мадрид Арена», Мадрид Зрителей: 7 500 Судьи: Хуан Артеага Оскар Лефверт Олег Латышев |

#### Словения — Литва
| 12 сентября 2007 21:30 | Отчёт | Словения                  | 61–80    | Литва         | «Мадрид Арена», Мадрид Зрителей: 6 500 Судьи: Зоран Сутулович Висенте Бульто Борис Рыжик |
| 12 сентября 2007 21:30 | Отчёт | 18–26, 23–18, 8–19, 12–17 |          |               | «Мадрид Арена», Мадрид Зрителей: 6 500 Судьи: Зоран Сутулович Висенте Бульто Борис Рыжик |
| 12 сентября 2007 21:30 | Отчёт | Лакович 15                | Очки     | Шишкаускас 21 | «Мадрид Арена», Мадрид Зрителей: 6 500 Судьи: Зоран Сутулович Висенте Бульто Борис Рыжик |
| 12 сентября 2007 21:30 | Отчёт | Нестерович 5              | Подборы  | Клейза 7      | «Мадрид Арена», Мадрид Зрителей: 6 500 Судьи: Зоран Сутулович Висенте Бульто Борис Рыжик |
| 12 сентября 2007 21:30 | Отчёт | Лакович 3                 | Передачи | Каукенас 4    | «Мадрид Арена», Мадрид Зрителей: 6 500 Судьи: Зоран Сутулович Висенте Бульто Борис Рыжик |